# Baranec
Baranec (polsky Baraniec) (2184 m n. m.) je jeden z nejimpozantnějších vrcholů Západních Tater, po Bystré a Jakubiné je v tomto pohoří třetím nejvyšším vrcholem a tvoří přirozenou dominantu Liptova.
Přestože rozsocha Barance vybíhá z hřebene Roháčů, patří Baranec do geomorfologického okrsku Liptovské Tatry, stejně jako zmíněná Bystrá a Jakubina.

## Popis vrcholu

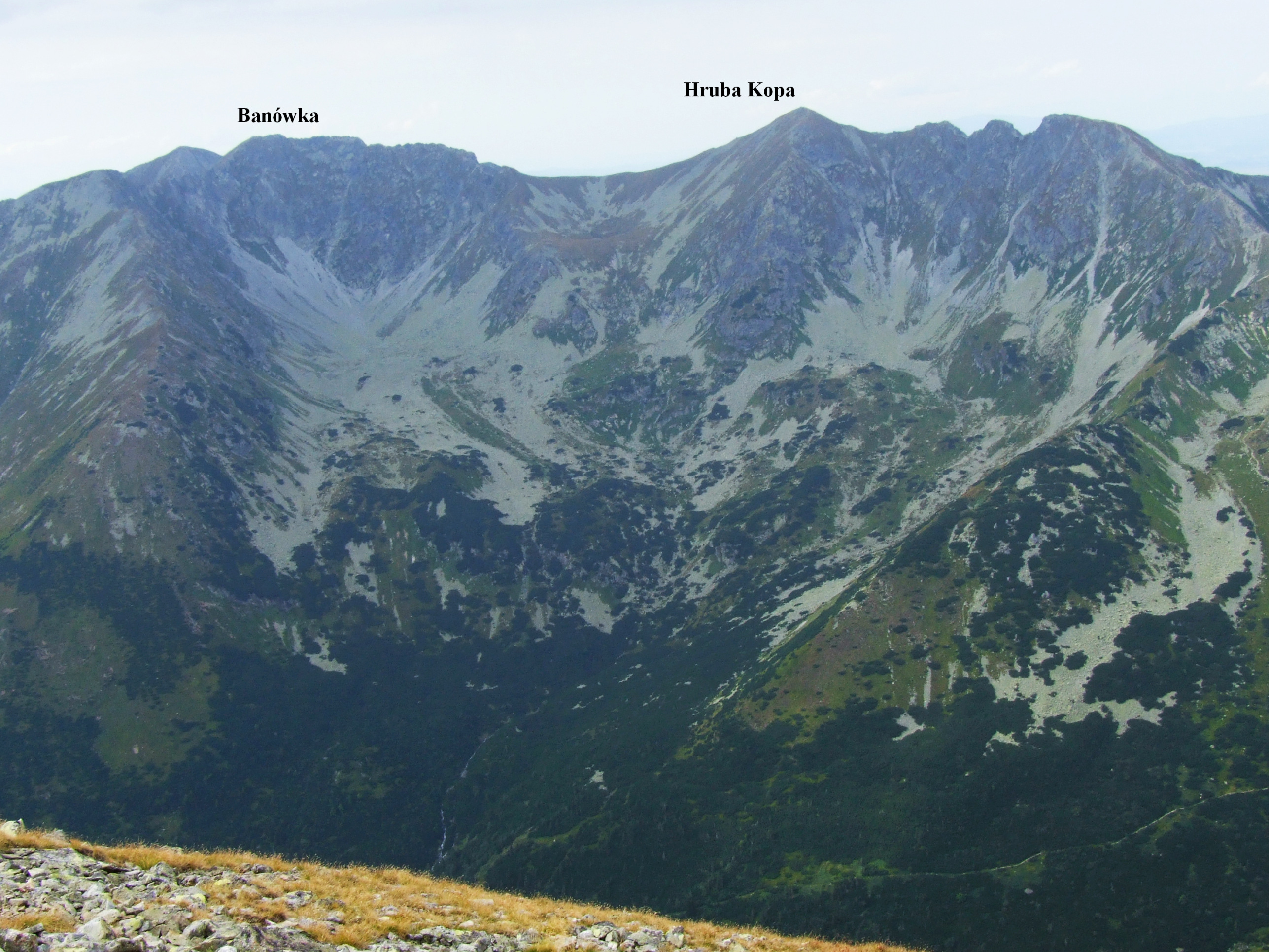
výhled z Barance

Svahy jsou pokryté lavinovými žlaby, na jižním svahu jsou rozsáhlé porosty kosodřeviny, které místy dost znepříjemňují výstup na vrchol. Celá oblast je poměrně hojně navštěvována kamzíky a nory zde mají svišti. Z Barance se naskýtá kruhový výhled na celé Západní Tatry, zejména na Roháčskou skupinu a Jakubinou (2192 m). Neméně impozantní výhledy jsou také do Podtatranské kotliny.

## Výstup na Baranec
Na Baranec je možné vystoupit za čtyři hodiny po zelené turistické značce z kempu v Račkově dolině nebo po žluté z osady Žiar. Z Barance pak žlutá stezka pokračuje přes Smrek (2071 m) do Žiarského sedla (1917 m), odkud se dá sestoupit do Žiarské doliny, kde se nachází nově zrekonstruovaná Žiarska chata (s možností ubytování) nebo do Jamnické doliny.
Jiná varianta je pokračovat po hřebeni až na Plačlivé (2126 m), ze kterého lze sestoupit po červené značce na Smutné sedlo (1962 m) a po modré značce kolem Roháčských ples do Roháčské doliny a dále až na Zverovku.
Ve všech případech se jedná o náročný podnik, při výstupu se překonává převýšení minimálně 1200 m, v případě bouřky jsou turisté na hřebeni Barance zcela nechráněni. Každá z túr trvá 8-10 hodin.

## Externí odkazy

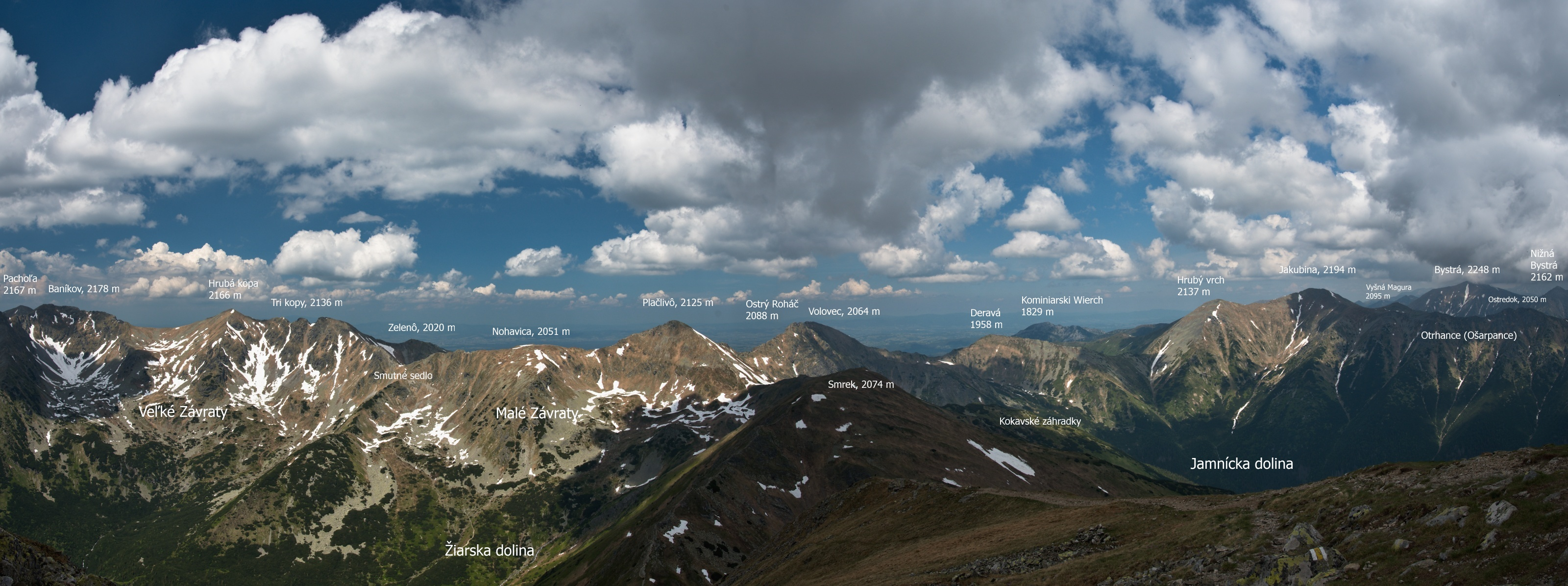
Výhled z Barance na centrální část Západních Tater - Roháče